# Dendrophthora palaeformis
Dendrophthora palaeformis är en sandelträdsväxtart som beskrevs av J. Kuijt. Dendrophthora palaeformis ingår i släktet Dendrophthora och familjen sandelträdsväxter. Inga underarter finns listade i Catalogue of Life.